# Lazinov
Lazinov (deutsch Lasinow, auch Lasinau)  ist eine Gemeinde in Tschechien. Sie liegt fünf Kilometer nordwestlich von Letovice und gehört zum Okres Blansko.

## Geographie

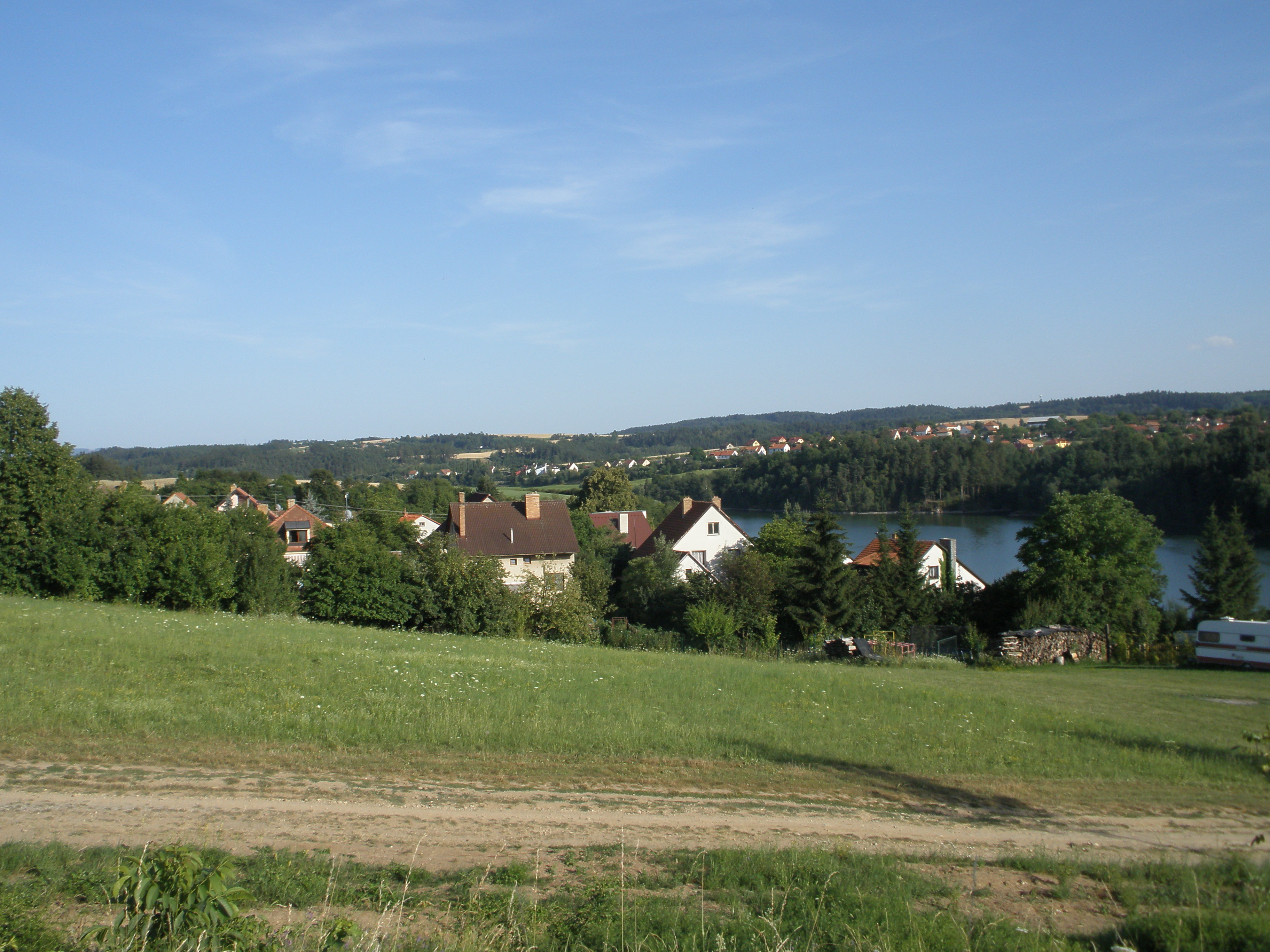
Ortsansicht von Lazinov

Lazinov befindet sich am Fuße des Berglandes der oberen Swratka in der Malá Haná (Kleine Hanna). Das Dorf liegt linksseitig der Křetínka an der Talsperre Letovice. Nördlich erstreckt sich das Waldgebiet Ochoz. Südwestlich erhebt sich der Brablecův kopec (546 m) und im Westen der Špilberk (Spielberg, 653 m).
Nachbarorte sind Vlkov und Stvolová im Norden, Skrchov und Slatinka im Nordosten, Meziříčko, Nový Mlýn und Svitavice im Osten, Letovice, Kněževísko und Zábludov im Südosten, Vranová und Vřesice im Süden, Sulíkov und Rozsíčka im Südwesten, Křetín und Dolní Poříčí im Westen sowie Prostřední Poříčí, Horní Poříčí und Študlov im Nordwesten.

## Geschichte
Die Besiedlung des Tales der Křetínka begann in der ersten Hälfte des 11. Jahrhunderts. Erstmals schriftlich erwähnt wurde das zur Herrschaft Letovice gehörige Dorf im Jahre 1420. Besitzer waren zu dieser Zeit die Herren von Lomnitz. 1447 wurden die Letovicer Güter halbiert. Eine Hälfte erhielten die Herren von Lomnitz, die andere verkaufte Eliškas von Ronow zweiter Ehemann Milota von Tvorkov an Vaněk von Boskowitz. Es erfolgte keine Trennung, die Boskowitzer und Lomnitzer besaßen die Burg, das Städtchen, die Dörfer und Wälder jeweils zur Hälfte. 1499 fiel die Boskowitzer Hälfte der Herrschaft Letovice Ladislav von Boskowitz zu. Er kaufte später Lomnitzern ihren halben Anteil von Lazinov ab. Svítavice, das ebenfalls seit dem 15. Jahrhundert nachweisbar ist, hatte im 16. Jahrhundert einen Einwohner. Im Laufe der Zeit wurde das Dorf auch Lazonov,  Lazenovice bzw. Lažinov genannt. 1635 wurde Svítavice als wüst bezeichnet. Im Hufenregister von 1674 sind für Lazinov 16 Anwesen ausgewiesen. 1790 lebten in den 19 Häusern des Dorfes 156 Menschen. Südlich des Dorfes befand sich am Fluss die Mühle. Zu Beginn des 19. Jahrhunderts wurde in der Křetínka-Aue eine herrschaftliche Weberei errichtet. Zwischen der Mühle und Svítavice entstand eine Reihe von Häusern die Stavení genannt wurden. 1834 hatte der Ort 211 Einwohner und war auf 35 Häuser angewachsen. Bis zur Mitte des 19. Jahrhunderts blieb Lazinov immer nach Letovice untertänig.
Nach der Aufhebung der Patrimonialherrschaften bildete Lažinov ab 1850 eine Gemeinde in der Bezirkshauptmannschaft Boskovice. Seit dem Ende des 19. Jahrhunderts wird der Ort als Lazinov bezeichnet.
Im Jahre 1900 bestand Lazinov aus 42 Häusern und hatte 352 Einwohner.
Die Weberei wurde nach ihrer Stilllegung zu einem Wohnhaus umgebaut. 1930 brannte das ehemalige Webereigebäude aus und wurde danach abgetragen. Mit Beginn des Jahres 1961 wurde die Gemeinde dem Okres Blansko zugeordnet. In den Jahren 1972 bis 1976 erfolgte der Bau der Talsperre Letovice. Dafür mussten der untere Teil des Dorfes, die Siedlung Stavení und Mühle abgetragen werden. Neben 32 Häusern betraf dies auch das Spritzenhaus und die Trafostation. Den meisten der Bewohner der geräumten Häuser wurden Ersatzwohnbauten in Letovice zur Verfügung gestellt. Da die Straße von Letovice nach Křetín ebenfalls im Flutungsbereich lag, wurde sie  rechtsseitig über dem Stauraum bei Vranová neu trassiert. Infolgedessen wurde Lazinov  von allen Hauptverbindungsstraßen zu den umliegenden Ortschaften abgeschnitten. Zwischen 1982 und 1992 war Lazinov nach Letovice eingemeindet. Seit 1999 führt die Gemeinde ein Wappen und Banner. Lazinov  besteht heute aus 80 Häusern, von denen 50 dauerhaft bewohnt werden. Gepfarrt ist das Dorf seit eh und je nach Letovice.

## Gemeindegliederung
Für die Gemeinde Lazinov sind keine Ortsteile ausgewiesen. Zu Lazinov gehört die Einschicht Svítavice (Switawka).

## Sehenswürdigkeiten
- Glockenturm, er entstand vermutlich im 19. Jahrhundert. Während des Ersten Weltkrieges wurde die aus dem Jahre 1832 stammende Glocke eingezogen und 1922 eine neue Glocke angeschafft und geweiht.
- gusseisernes Kreuz aus dem Jahre 1860
- denkmalgeschütztes Bauerngehöft
- Špilberk, Aussichtspunkt über das Tal der Křetínka
- Talsperre Letovice